# ダニ・ロドリゲス
ダニエル・ホセ・ロドリゲス・バスケス (Daniel José Rodríguez Vázquez , 1988年6月6日 - )は、スペイン・ガリシア州ベタンソス出身のサッカー選手。プリメーラ・ディビシオン・RCDマヨルカ所属。ポジションはMF。

## クラブ経歴
カンテラ時代から地元のデポルティーボ・ラ・コルーニャで過ごし、2007年にBチームに昇格。2010年にトップチームに昇格するも、公式戦出場までには至らず。2011年以降はラシン・フェロル、ラシン・サンタンデールなどの下部リーグを渡り歩き、アルバセテ・バロンピエに所属していた2017-18シーズンに初めてセグンダ・ディビシオン (2部リーグ)でプレー。
2018年6月18日、RCDマヨルカと3年契約を締結。加入1年目の2018-19シーズンは、2部リーグで5位に入り、昇格プレーオフを勝ち抜き、2012-13シーズン以来のラ・リーガ復帰に貢献。2019-20シーズンは31歳にして自身初のリーガでのプレーが実現。37試合5ゴールを記録するも、1年で2部降格で終了。その後1年でリーガに復帰。2021年8月27日のRCDエスパニョール戦では、前半27分に先制ゴールを決め、2021-22シーズンの本拠地エスタディ・デ・ソン・モイシュでの初勝利をもたらした。

## 人物
- 2020年7月、スペインの有力紙ASの調査で、ダニ・ロドリゲスが2019-20シーズンのリーガ最速選手だったと紹介された[4]。